# JiR
JiR ( Japan Italy Racing, ジャパン・イタリー・レーシング ) は、かつてロードレース世界選手権Moto2クラスに参戦していたレーシングチームである。

## チームの歴史
2005年、前年までプラマック・レーシングでチームマネージャーを務めていたジャンルカ・モンティロンを代表に、「コニカミノルタ・ホンダ」としてロードレース世界選手権MotoGPクラスに参戦を開始した。マシンはホンダ・RC211V、タイヤはミシュラン、ライダーには日本の玉田誠の1台体制であった。日本GPで3位に入ったのがベストリザルトとなり、ライダーズランキングで11位を記録した。翌2006年も同体制を維持したが、表彰台の獲得はできずにランキング12位と成績は低迷した。
2007年は玉田に代わり中野真矢がライダーとなり、新たに800ccのホンダ・RC212Vを駆ることになった。しかしマシンのパフォーマンスに問題を抱え、ポイント圏内ぎりぎりでのフィニッシュを続けることとなってしまった。
2008年シーズンは、250ccクラスの強豪チームだったチーム・スコットと共同でチーム運営をおこなうことになり、チーム名は「JiR チーム・スコット」となった。前年と同様RC212Vにミシュランタイヤというパッケージで、ライダーのアンドレア・ドヴィツィオーゾはシリーズランキング5位という良好な成績を残した。

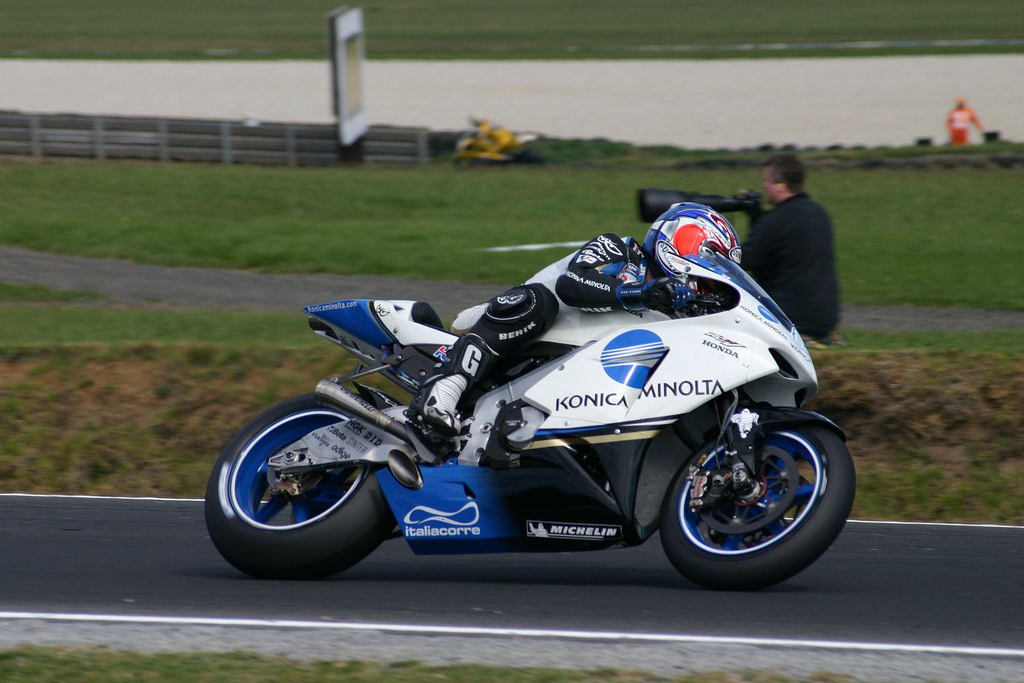
2006年 玉田誠

この共同体制は2008年限りとなり、スコットとJiRは翌シーズンに向けて別々のチームとして、ホンダのマシンを使う権利を争うこととなった。JiRは3度AMAスーパーバイクチャンピオンを獲得しているアメリカ人ライダーのベン・スピーズを走らせようと計画していたが、最終的にはスコットの方が2009年のホンダのサポートを勝ち取った。
JiRは2009年、スーパーバイク世界選手権の併催イベントであるFIMスーパーストック1000カップにアプリリア・RSV4で参戦した。ライダーはマックス・ビアッジの甥のフェデリコ・ビアッジと、マックスのチーフメカニックであるジョバンニ・サンディの息子のフェデリコ・サンディが務めた。
2010年、JiRはこの年から新たに始まったMoto2クラスからグランプリに復帰した。当初のライダーラインナップはマティア・パシーニとシモーネ・コルシ、シャシーは日本のTSRが開発したTSR6を使用することになったが、登録名はモトビ（Motobi）に変更している。パシーニは第6戦終了をもってチームを解雇され、後継として第7戦から第11戦までは手島雄介が、第12戦以降はアレックス・デ・アンジェリスがライダーを務めた。デ・アンジェリスは第16戦オーストラリアGPで表彰台の中央に立ち、チームにグランプリ初勝利をもたらした。
2011年シーズンはデ・アンジェリスのみの1台体制で参戦し、オーストラリアGPを連覇している。